# Chuť třešní
Chuť třešní (persky: طعم گیلاس..., Ta'm-e gīlās...) je íránský dramatický film z roku 1997, který napsal, produkoval, sestříhal a režíroval Abbás Kiarostamí. Snímek získal Zlatou palmu na festivalu v Cannes v roce 1997, o kterou se dělil s filmem Úhoř.

## Příběh
Muž ve středním věku pan Badii projíždí Teheránem a hledá někoho, kdo by pro něj udělal práci, za kterou nabízí velkou sumu peněz. Během jízdy prozradí, že má v plánu se zabít a že už si dokonce vykopal hrob. Zvoleným lidem sdělí, aby se druhý den ráno dostavili na vybrané místo. Pokud by se rozhodl žít, tak by mu pomohli vstát. Jestli by se rozhodl zemřít, tak ho mají pohřbít. O tom, proč chce spáchat sebevraždu, nemluví.
Jeho prvním rekrutem je mladý, plachý kurdský voják, jenž odmítá plnit úkoly a prchá z Badiiho auta. Jeho druhým rekrutem je afghánský seminarista, který rovněž odmítne, protože má náboženské výhrady k sebevraždě. Třetím je ázerbájdžánský taxidermista pan Bagheri. Ten je ochoten mu pomoci, protože potřebuje peníze pro své nemocné dítě. Snaží se Badiiho přesvědčit, aby sebevraždu nespáchal, a prozradí mu, že i on chtěl v roce 1960 spáchat sebevraždu. Rozhodl se žít, když po neúspěšném pokusu ochutnal moruše, které spadly ze stromu. Pak se s morušemi vrátil domů a dal je své ženě. Dále se snaží vnímat krásu života, východy slunce, měsíce a hvězd. Poté řekne, že pokud ho ráno najde mrtvého, všude ho pomluví. Badii ho vysadí na jeho pracovišti. Běží mu naproti. Žádá, aby Bagheri zjistil, zda je opravdu mrtvý, třeba tím, že po něm hodí pár kamenů a zatřese s ním.
Té noci leží Badii v hrobě, začíná bouřka. Po dlouhém výpadku proudu film končí prolomením čtvrté stěny kamerovými záběry Kiarostamiho a filmového štábu při natáčení tohoto filmu. Badiiho volba zůstává neznámá.

## Obsazení
- Homayoun Ershadi jako pan Badii
- Abdolrahman Bagheri jako pan Bagheri, taxidermista
- Afshin Khorshid Bakhtiari jako pracovník
- Safar Ali Moradi jako voják
- Mir Hossein Noori jako seminarista

## Vydání
Film byl v roce svého uvedení do kin oceněn prestižní Zlatou palmou na festivalu v Cannes 1997, kterou získal společně s filmem Úhoř režiséra Šóheie Imamury.
V Íránu měl snímek premiéru 30. dubna 1999.
Dne 1. června 1999 vydala společnost Criterion Collection film na DVD. Dne 21. července 2020 byl film vydán na Blu-ray.